# Parco Cocha
Parco Cocha är en sjö i Bolivia.   Den ligger i departementet Cochabamba, i den centrala delen av landet, 170 km norr om huvudstaden Sucre. Parco Cocha ligger 3 599 meter över havet.
Trakten runt Parco Cocha består i huvudsak av gräsmarker. Runt Parco Cocha är det glesbefolkat, med 12 invånare per kvadratkilometer.